# Jan Ziemianin
Jan Ziemianin (Mszana Dolna, 19 de mayo de 1962) es un deportista polaco que compitió en biatlón. Ganó una medalla de bronce en el Campeonato Mundial de Biatlón de 1997, en la prueba de 10 km equipos, y una medalla de plata en el Campeonato Europeo de Biatlón de 1994. Su hermano Wiesław también es biatleta.

## Palmarés internacional
| Campeonato Mundial | Campeonato Mundial      | Campeonato Mundial | Campeonato Mundial |
| Año                | Lugar                   | Medalla            | Prueba             |
| ------------------ | ----------------------- | ------------------ | ------------------ |
| 1997               | Osrblie (Eslovaquia)    | Medalla de bronce  | Equipos            |
| Campeonato Europeo |                         |                    |                    |
| Año                | Lugar                   | Medalla            | Prueba             |
| 1994               | Kontiolahti (Finlandia) | Medalla de plata   | Relevos            |